# Grand Comics Database
Il Grand Comics Database (GCD) è un progetto in rete che consiste nella creazione di una banca-dati informativa sui fumetti, facile da capire, da usare per trovare le notizie e da contribuirvi. Il progetto GCD cataloga informazioni sui crediti dei creatori, i dettagli delle storie, le ristampe e altre informazioni utili ai lettori e ai collezionisti di fumetti. GCD è un'organizzazione non-profit con sede in Arkansas.
Il suo nome è stato "The Grand Comic-Book Database" fino al dicembre 2009, quando i membri hanno votato per cambiare il nome in quello attuale.
Il database contiene informazioni su fumetti da numerosi paesi per circa 40 lingue (nonostante i fumetti statunitensi costituiscano la maggior parte dei dati presenti). A maggio 2011 il database conteneva informazioni su:
- 6900 case editrici;
- 60.000 serie;
- 660.000 albi;
- 330.000 immagini di copertine.